# Casablanca (Film)
Casablanca ist ein US-amerikanischer Liebesfilm von Michael Curtiz aus dem Jahr 1942. Er verbindet zusätzlich Stilelemente eines Melodrams mit denen eines Abenteuer- und Kriminalfilms. Casablanca entstand unter dem Eindruck des Zweiten Weltkriegs. Er stellt ein Beispiel für den Einsatz Hollywoods gegen das nationalsozialistische Deutschland dar und enthält dadurch eine starke politische Komponente.
Casablanca ist ein Klassiker des Kinofilms und genießt bis heute große Popularität. Einige Zitate aus Casablanca gehören zu den bekanntesten der Filmgeschichte. Die Hauptdarsteller Humphrey Bogart und Ingrid Bergman verbindet man heute vor allem mit ihren Rollen in Casablanca, obwohl beide zu den erfolgreichsten Schauspielern ihrer Generation gehörten und davor und danach in zahlreichen großen Produktionen mitwirkten. Das American Film Institute wählte Casablanca 2002 zum besten US-Liebesfilm aller Zeiten und 2007 zum drittbesten US-Film aller Zeiten.

## Handlung
Casablanca, Anfang Dezember 1941, wenige Tage vor dem Angriff der Japaner auf Pearl Harbor und dem Eintritt der Vereinigten Staaten in den Zweiten Weltkrieg: Frankreich ist von der deutschen Wehrmacht erobert und teilweise besetzt, das französische Protektorat Marokko, das zu Französisch-Nordafrika gehört und damit vom Vichy-Regime verwaltet wird, hingegen nicht. Viele fliehen nach Casablanca, um dort einen Flug ins neutrale Lissabon zu ergattern, von wo aus sie hoffen, weiter nach Amerika gelangen zu können. Die meisten gelangen allerdings nicht über Casablanca hinaus, da der korrupte französische Polizeichef Capitaine Louis Renault, zuständig für die Ausstellung der nötigen Visa, mit den Deutschen zusammenarbeitet.
Der Film beginnt mit der Nachrichtenmeldung, dass zwei deutsche Offiziere in Nordafrika ermordet und ihre Transit-Visa gestohlen wurden, woraufhin die Polizei alle verdächtigen Personen (insbesondere Flüchtlinge und nach Casablanca Emigrierte) verhaftet und ihre Papiere untersucht (der Mann, der in der Anfangssequenz auf seiner Flucht angeschossen wird, ist allerdings nicht der Täter).
Kurz darauf trifft der deutsche Major Strasser in Casablanca ein, der von Louis Renault empfangen wird. Grund seines Aufenthalts ist der berühmte und einflussreiche tschechoslowakische Widerstandskämpfer Victor László, der den Nazis schon mehrmals entkommen und nun auf dem Weg nach Casablanca ist. Strasser will László daran hindern, sich mit seiner Frau Ilsa Lund nach Amerika abzusetzen. Renault teilt Strasser nach dessen Ankunft mit, dass sie als Mörder der deutschen Offiziere bereits den Italiener Ugarte ermittelt haben und ihn am selben Abend im Nachtclub Rick’s Café Américain verhaften werden, vor den Augen Strassers, um die Tüchtigkeit der Polizei zu demonstrieren.
Der vom Amerikaner Richard („Rick“) Blaine betriebene Nachtclub Rick’s Café Américain ist Treffpunkt vieler Emigranten in Casablanca. Rick hat in den 1930er Jahren Waffenschmuggel für das von Italien angegriffene Äthiopien betrieben und auf der Seite der Republikaner im Spanischen Bürgerkrieg gekämpft. Inzwischen ist er jedoch ein desillusionierter Zyniker geworden, der, wie er sagt, kein Interesse mehr daran hat, für andere den Kopf hinzuhalten. Da Renault Transit-Visa nur gegen hohe Geldbeträge oder Sex erteilt, gibt es auch zwielichtige Gestalten wie die Italiener Ugarte und Ferrari, die Visa auf dem Schwarzmarkt anbieten. Kurz vor seiner Verhaftung übergibt Ugarte die zwei Transit-Visa an Rick mit der Bitte, sie für ihn aufzubewahren. Rick versteckt die Dokumente im Klavier seines Pianisten Sam. Ugarte wird jedoch nach seiner Verhaftung durch die Polizei getötet. Renault ahnt zwar, dass Rick die zwei Visa hat, kann es jedoch nicht beweisen, auch in einer Durchsuchung des Café Américain werden sie nicht gefunden.
Auf der Suche nach nützlichen Kontakten sucht László mit Ilsa Ricks Lokal auf, ohne zu wissen, dass Ilsa und Rick ein Jahr zuvor in Paris eine leidenschaftliche Affäre miteinander hatten, während László in einem deutschen Konzentrationslager inhaftiert war. Ilsa erkennt Sam wieder und bittet ihn, den Song As Time Goes By zu spielen, wie er es auch in Paris immer für sie getan hat. Als Rick das Lied hört, das zu spielen er Sam verboten hatte, stürmt er herein und ist von Ilsas Anblick erschüttert. Er hatte Paris mit ihr verlassen wollen, als die Deutschen in Frankreich einmarschierten, Ilsa war aber nicht am vereinbarten Treffpunkt erschienen und hatte ihn lediglich in einem Brief wissen lassen, dass sie nicht mit ihm gehen könne.
Als Ilsa nach der Sperrstunde Rick in seinem Nachtclub aufsucht, ist er betrunken und ihr gegenüber zynisch und vorwurfsvoll, so dass sie bald wieder geht. Auch am nächsten Tag will Ilsa Rick ihr Verhalten damals nicht erklären, weil er sich so verändert hat, dass sie kein Verständnis von ihm erwartet.
László versucht überall in Casablanca, Visa aufzutreiben. Als ihm geraten wird, es bei Rick zu versuchen, weigert sich dieser, wegen Ilsa gekränkt, dem Rivalen zu helfen. Er gibt nicht einmal nach, als Ilsa ihn spätabends mit einer Pistole bedroht, schwenkt aber um, als sie ihm offenbart, dass sie ihn immer noch liebt, während sich andererseits herausstellt, dass sie schon während der Affäre in Paris mit László verheiratet gewesen war, ihn jedoch für tot gehalten hatte – am Tag der Abreise hatte sie erfahren, dass László noch lebte, und war zu ihm zurückgekehrt.
Rick bereitet seine Abreise aus Casablanca vor. Er verkauft sein Café an seinen Konkurrenten Ferrari und bietet Renault an, ihm László mit einem handfesten Tatvorwurf ans Messer zu liefern, wenn im Gegenzug er und Ilsa unbehelligt abreisen dürfen. Renault lässt sich darauf ein, zumal er mit Rick eine hohe Wette darauf abgeschlossen hat, ob László die Flucht gelingt. Bei einem fingierten Treffen übergibt Rick László die zwei Transit-Visa, doch als Renault László damit festnehmen will, hält Rick ihn mit vorgehaltener Waffe davon ab und fährt mit Renault, Ilsa und László zum Flughafen.
Am Flughafen drängt Rick Ilsa dazu, mit László zu gehen, der sie mehr brauche als er selbst. Ilsa zögert, aber Rick versichert László, dass die Pariser Affäre der Vergangenheit angehört. László und Ilsa steigen in das Flugzeug. Als es gerade anrollt, trifft der von Renault informierte Strasser allein am Flughafen ein und versucht sofort telefonisch, vom Tower ein Startverbot für das Flugzeug zu erwirken. Rick fordert Strasser mit vorgehaltener Waffe auf, das zu unterlassen, und erschießt ihn schließlich, als Strasser seine Pistole zieht. Renault entdeckt seinen Patriotismus und weist die herbeieilenden Gendarmen an, wegen des Mordes an Strasser „die üblichen Verdächtigen“ zu verhaften, obwohl er den Tathergang genau gesehen hat.
Nach dieser Affäre muss auch Rick für eine Weile untertauchen. Renault bietet Rick an, ihm ein Visum auszustellen. Der Film endet mit den Worten von Rick: „Louis, ich glaube, dies ist der Beginn einer wunderbaren Freundschaft.“

## Historischer Hintergrund 1942
Das Reichsbürgergesetz von 1935 machte deutsche Juden als „Angehörige rassefremden Volkstums“ zu Staatsbürgern zweiter Klasse. Zwischen 1933 und 1941 verließen bis zu 300.000 Juden Deutschland. Am 30. Januar 1939 hatte Hitler im Falle eines neuen Weltkriegs mit der „Vernichtung der jüdischen Rasse in Europa“ gedroht. Im Verlauf des Krieges installierten die deutschen Besatzer Marionetten-Regimes in vielen Ländern. Spätestens ab Herbst 1941 war Juden die Ausreise verboten. Himmlers Stellvertreter Reinhard Heydrich ließ alle Juden Polens in Ghettos und Konzentrationslager deportieren. Im besetzten Polen begann die systematische Deportation, Versklavung und Ermordung von Juden aus ganz Europa.
Paris fiel am 14. Juni 1940. US-Präsident Franklin D. Roosevelt konnte den in der Bevölkerung tief verankerten Isolationismus nach dem japanischen Angriff auf Pearl Harbor im Dezember 1941 beenden. Die amerikanische Bevölkerung wurde auf die Kriegssituation eingestimmt und die Filmfabriken propagandistisch mit Hilfe des United States Office of War Information eingespannt. Noch siegte Hitler. Die USA verstärkten ihre Hilfslieferungen und sandten Truppen. Am 8. November 1942 begann die alliierte Invasion in Nordafrika. Im Januar 1943 kam es in der marokkanischen Hafenstadt auf der Casablanca-Konferenz zu einem Treffen zwischen Roosevelt und Churchill.

## Produktion

### Vorlage
Als Vorlage für den Film diente das bis zur Verfilmung unaufgeführte Theaterstück Everybody Comes to Rick’s (Jeder geht in Ricks Bar) von Murray Burnett und Joan Alison aus dem Jahr 1940.
Ende 1941 wurde das Bühnenwerk an die Produktionsfirma Warner Bros. geschickt, und am 8. Dezember, dem Tag des Kriegseintritts der Vereinigten Staaten, findet es Stephen Karnot, Lektor bei Warner, im Stapel der eingereichten Stoffe, als er nach zum Kriegseintritt passenden Themenvorschlägen sucht. Karnot bezeichnete es als „anspruchsvollen Kitsch“ und prognostizierte dem Stoff ein großes Erfolgspotential. Für die Hauptrolle schlug er Humphrey Bogart, James Cagney oder George Raft vor, die zu dieser Zeit vornehmlich als Schurken besetzt wurden.
Am 22. Dezember 1941 sicherte sich Warner Bros. die Rechte an dem Stück. Die Autoren erhielten 20.000 Dollar, eine für damalige Verhältnisse außergewöhnlich hohe Summe. Ein Angebot der Produktionsfirma MGM über 5.000 Dollar war zuvor bereits abgelehnt worden.
In einem Memorandum vom 31. Dezember änderte der Produzent Hal B. Wallis den Titel der Produktion in Casablanca. Vermutlich wollte er durch diese Maßnahme an den Erfolg des United-Artists-Films Algiers aus dem Jahr 1938 anknüpfen, der ebenfalls nach einer afrikanischen Stadt benannt war. Wallis sagte dazu: „Dies könnte tatsächlich ein weiteres Algiers werden – eine romantische Geschichte an einem exotischen Schauplatz.“

### Drehbuch
Die ersten Autoren, die mit der Erstellung des Drehbuchs beauftragt wurden, waren Eneas MacKenzie und Wally Kline, die das Projekt aber schon nach sechs Wochen verließen. Im Februar 1942 engagierte Warner Bros. die Zwillinge Julius und Philip Epstein. Sie fügten der Geschichte vor allem humoristische Elemente hinzu, darunter die meisten Dialoge zwischen Rick und Louis. Auch für den Anfang der Geschichte waren sie verantwortlich.
Als die Epsteins im April das erste Drittel des Drehbuchs fertiggestellt hatten, leitete man das Material zur Überarbeitung an Howard Koch weiter. Dieser konzentrierte sich mehr auf die politischen und melodramatischen Aspekte der Handlung.
Die Szenen, in denen sich Ilsa und Rick alleine im Café treffen, stammen größtenteils von Casey Robinson, der im Vorspann nicht genannt wird. Der Regisseur Michael Curtiz achtete besonders darauf, dass die Romantik nicht zu kurz kam, und entwickelte unter anderem die Szenen, die in Paris spielen. Einzelne Zeilen und Ideen des Drehbuchs wurden auch vom Produzenten Hal B. Wallis beigesteuert, darunter der berühmte Schlusssatz „Louis, ich glaube, dies ist der Beginn einer wunderbaren Freundschaft.“
Besonders große Probleme bereitete den Autoren die letzte Szene, die immer wieder umgeschrieben wurde. Die größte Schwierigkeit bestand darin, Ricks Entscheidung, Ilsa gehen zu lassen, plausibel wirken zu lassen. Zeitweise zog man sogar in Betracht, Victor sterben oder Ilsa bei Rick bleiben zu lassen.
Am 22. April 1942, drei Tage vor Beginn der Dreharbeiten, schlossen die Epsteins die Arbeiten an ihrem Teil des Drehbuchs ab. Howard Koch beendete seinen Teil erst drei Wochen später.
Einige Stellen des Skripts wurden von der Hays-Zensurbehörde beanstandet. Louis’ Bemerkung You enjoy war. I enjoy women wurde in You like war. I like women geändert. Die Zeile Sometimes they [women] might be rationed ersetzte man durch Sometimes they might be scarce. Ein großer Streitpunkt war die Affäre zwischen Rick und Ilsa in Paris, da Ilsa zu diesem Zeitpunkt bereits mit Victor verheiratet war. Da sie jedoch davon ausging, er sei in einem Konzentrationslager gestorben, wurden die entsprechenden Szenen letztendlich doch genehmigt.
Um die Vermarktung des Films in anderen Ländern nicht zu beeinträchtigen, bestand die Produktionsfirma darauf, dass alle unsympathischen Figuren verfeindeten Nationen angehören mussten. Daher sind Ferrari, Ugarte und der Taschendieb italienischer Herkunft.
Noch Jahre nach der Veröffentlichung von Casablanca kam es immer wieder zu Streitigkeiten zwischen den verschiedenen Autoren. 1973 schrieb Howard Koch in einem Artikel des New York Magazine, er allein sei für das Drehbuch verantwortlich gewesen. Später entschuldigte er sich für diese Behauptung. Julius Epstein sagte in den 1970er Jahren, Casablanca sei einer seiner schlechtesten Filme und er sei es leid, ständig darüber sprechen zu müssen.

### Regie und Kamera
Hal B. Wallis’ erste Wahl für die Regie war William Wyler, der jedoch nicht verfügbar war. Wallis wandte sich daraufhin an seinen guten Freund Michael Curtiz, dessen Gage rund 73.000 Dollar betrug. Die Aufnahmen der Second Unit entstanden unter der Leitung des späteren Regisseurs Don Siegel.
Als Kameramann wurde Arthur Edeson engagiert, der zuvor an Filmen wie Frankenstein und Die Spur des Falken mitgewirkt hatte. Für die Großaufnahmen von Ingrid Bergman verwendete Edeson einen speziellen Gaze-Filter, der ihr Gesicht weich, „traurig, sanft und nostalgisch“ erscheinen lassen sollte. Durch eine gezielte Beleuchtung erhielten ihre Augen zusätzlichen Glanz. Bergman wurde meist von ihrer linken Seite aufgenommen, die sie für ihre bessere hielt. Daher befindet sie sich häufig auf der rechten Seite des Bildes.

### Musik
Die Filmmusik wurde von Max Steiner komponiert. As Time Goes By von Herman Hupfeld wurde bereits in der Vorlage Everybody Comes to Rick’s verwendet. Steiner hasste den Song und meinte, er sei viel zu primitiv für ein Liebeslied. Sein Vorhaben, ihn nachträglich durch eine Eigenkomposition zu ersetzen, scheiterte, da sich Ingrid Bergman für den Film Wem die Stunde schlägt bereits die Haare kurz geschnitten hatte und daher ein Nachdreh nicht mehr in Frage kam. 1943 räumte Steiner in einem Interview ein, As Time Goes By müsse wohl etwas an sich haben, da der Song so erfolgreich sei.
Ein Großteil der Filmmusik von Casablanca besteht aus Variationen von As Time Goes By und der französischen Nationalhymne Marseillaise. Als die deutschen Offiziere in Ricks Bar demonstrativ das Lied Die Wacht am Rhein singen, setzt die Kapelle auf Lászlós Verlangen und Ricks zustimmendes Nicken mit der Marseillaise ein, und einige Takte lang erklingen beide Stücke als musikalisch geschicktes Quodlibet miteinander. Ursprünglich wollte man für diese Szene das Horst-Wessel-Lied verwenden, das zu dieser Zeit quasi die inoffizielle deutsche Nationalhymne war und daher über eine weitaus größere Symbolkraft verfügte. Da es jedoch in einigen Ländern noch unter Urheberrechtsschutz stand, entschied man sich anders.
Zu den weiteren Stücken, die in Casablanca zu hören sind, zählen It Had to Be You von Isham Jones, Shine von Ford Dabney und Perfidia von Alberto Domínguez. Der einzige Song, der eigens für den Film geschrieben wurde, ist Knock on Wood von Maurice K. Jerome.

### Besetzung
Von Januar bis März 1942 fanden Probeaufnahmen und Vorsprechen statt. Am 5. Januar 1942 kündigte ein Artikel in der Zeitschrift The Hollywood Reporter an, Ann Sheridan, Dennis Morgan und Ronald Reagan würden die Hauptrollen in Casablanca übernehmen. Diese Meldung stellte sich im Nachhinein jedoch als falsch heraus. Die Besetzung war für einen Hollywood-Film ungewöhnlich international, nur drei der im Vorspann erwähnten Schauspieler wurden im Produktionsland USA geboren. Viele der Darsteller und Crewmitglieder von Casablanca waren europäischer Herkunft – nicht nur der 1926 nach Hollywood gegangene Regisseur Mihály Kertész –, darunter Ungarn, Russen, Österreicher, Franzosen und Schweden. Durch die Internationalität der Besetzung und die persönlichen Schicksale der Darsteller erhielt der Film eine sehr authentische Note.

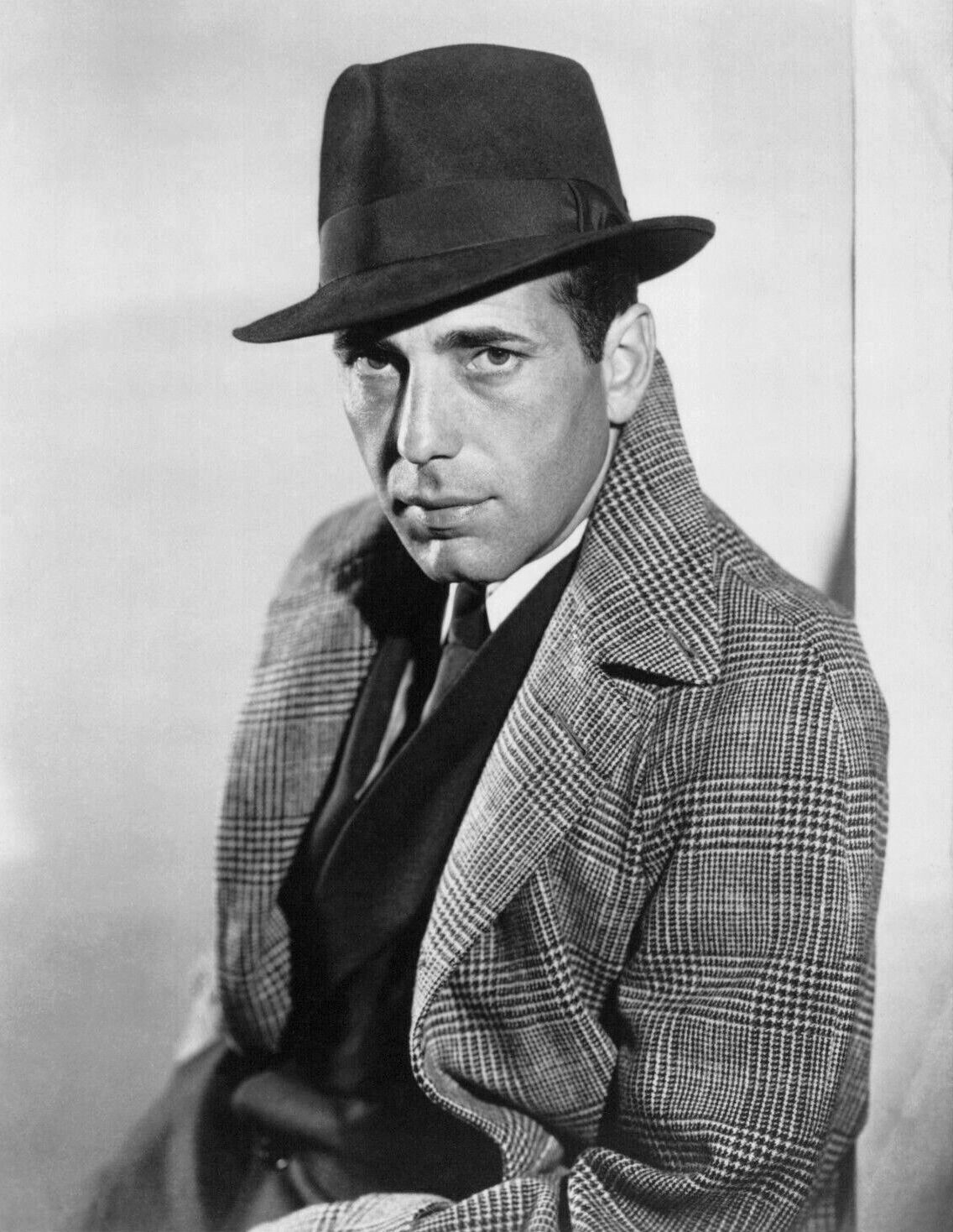
Humphrey Bogart

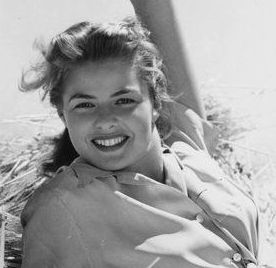
Ingrid Bergman

Humphrey Bogart war erst ein Jahr vorher durch Die Spur des Falken (1941) zum Star geworden, nachdem er zuvor meist nur Nebendarsteller gewesen war. Rick war Bogarts erste romantische Rolle, obwohl sie in ihrer zynischen Art auch Merkmale von Bogarts vorherigen Gangsterrollen hat. Bogart war entgegen vielen Gerüchten die erste Wahl für die Rolle des Rick, auch wenn Jack L. Warner ebenfalls Gangsterfilm-Star George Raft in Betracht zog. Am 14. Februar 1942 stand fest, dass Bogart den Part übernehmen würde. Seine Gage betrug 36.667 Dollar. Auch Ingrid Bergman brachte der Film wie Bogart einen Karriereschub. Zwar war sie schon 1939 aus Schweden nach Hollywood gekommen, doch konnte sie bis Casablanca nur wenig auf sich aufmerksam machen. Neben ihr kamen für die Rolle der Ilsa auch Hedy Lamarr und Michèle Morgan in die engere Wahl. Ursprünglich sollte Morgan die Rolle übernehmen. Als sie jedoch 55.000 Dollar verlangte, entschied man sich statt ihrer für Ingrid Bergman, die die Rolle für 25.000 Dollar übernahm. Bergman stand zu dieser Zeit bei MGM unter Vertrag und wurde von Warner Bros. im Tausch mit Olivia de Havilland ausgeliehen. Am 22. April 1942, nachdem sie die Rolle bekommen hatte, schrieb sie ihrer Freundin Ruth Roberts: „Mir war warm und kalt zur gleichen Zeit. […] Der Film heißt Casablanca und ich habe wirklich keine Ahnung, worum es geht.“
Paul Henreid wurde als Victor Laszlo, Ilsas Ehemann und Freiheitskämpfer gegen die Nationalsozialisten, besetzt. Der Österreicher Henreid war zunächst dagegen, die Rolle des Victor László anzunehmen, da er befürchtete, in eine Schublade gesteckt zu werden. Erst als man ihm den dritten Platz im Vorspann und eine Gage von 25.000 Dollar zusicherte, willigte er am 1. Mai 1942 ein. Bevor er verfügbar wurde, zog man für den Part unter anderem Herbert Marshall, Dean Jagger und Joseph Cotten in Betracht. Henreid verstand sich weder mit Ingrid Bergman noch mit Humphrey Bogart gut, letzteren bezeichnete er als mittelmäßigen Schauspieler. Als Captain Renault wurde Claude Rains besetzt, einer der damals beliebtesten Charakterdarsteller in Hollywood. In weiteren Nebenrollen spielen auch Peter Lorre als Signor Ugarte und Sydney Greenstreet als Signor Ferrari, die sehr häufig miteinander in Filmen auftraten und als Bogarts Gegenspieler in Die Spur des Falken zu sehen waren. Pianist Sam wurde von Dooley Wilson gespielt. Er war der einzige Schauspieler des Films, der jemals in Casablanca gewesen war. Da er Schlagzeuger war, konnte er eigentlich kein Klavier spielen. Ursprünglich erwog Hal Wallis, die Rolle des Sam einer Schauspielerin zu geben. Hazel Scott, Lena Horne und Ella Fitzgerald kamen in die engere Wahl. Nach der Veröffentlichung von Casablanca erhielt Wilson 5.000 Fan-Briefe pro Woche.
Zu den Darstellern in kleinen Nebenrollen gehören unter anderem Dan Seymour als Abdul (Türsteher von Ricks Cafe); Gregory Gaye (Deutscher Bankier in Ricks Cafe), Leo White, Gino Corrado und Paul Panzer als Kellner in Ricks Cafe; Norma Varden als Frau des Engländers; Olaf Hytten als bestohlener Mann in Ricks Cafe, Torben Meyer als Bankpräsident aus Amsterdam; William Edmunds als zwielichtiger Schmuggler im Café; Frank Puglia als arabischer Händler, des Weiteren George Meeker sowie die früheren Stummfilmstars Monte Blue und Creighton Hale. Auch der kanadische Bassbariton-Sänger George London hat einen kleinen Auftritt als der Sänger der Marseillaise. Die mexikanische Sängerin Corinna Mura spielt auf ihrer Gitarre das Lied Tango Delle Rose. Angeblich soll auch Starkomiker Jack Benny einen Cameo-Auftritt als Statist haben, was aber als umstritten gilt.

#### Persönliche Schicksale

Conrad Veidt

Viele Crew-Mitglieder waren jüdischer Herkunft, darunter Regisseur Curtiz, drei Drehbuchautoren sowie Komponist Max Steiner. Von den Darstellern waren ebenfalls viele aus Europa geflohen:
- Paul Henreid als Victor László. Der junge Österreicher war während des Austrofaschismus und des späteren Anschlusses Österreichs an das Dritte Reich geflohen. Zunächst in Großbritannien und später in Hollywood, konnte er sich im Gegensatz zu den meisten emigrierten Schauspielern als Filmstar etablieren.
- Conrad Veidt als Major Heinrich Strasser. Veidt war durch Das Cabinet des Dr. Caligari 1920 zu einem deutschen Filmstar geworden und hatte bei der UFA zu den bestbezahlten Schauspielern gehört. Weil seine Frau Jüdin war, hatte er Deutschland 1933 verlassen und war nach Hollywood gegangen, wo er regelmäßig Nazis spielte. Er bekam die Rolle des Major Strasser, weil er 2000 Dollar pro Woche weniger forderte als der ursprünglich vorgesehene Österreicher Otto Preminger. Es war sein vorletzter Film, da er bereits im nächsten Jahr überraschend an einem Herzinfarkt starb.
- Peter Lorre als Signore Ugarte, der auf dem Schwarzmarkt mit Visa handelt. Wegen seiner jüdischen Abstammung wanderte der Österreicher in die USA aus. Weltberühmt wurde er als der Mörder im deutschen Kriminalklassiker M.
- S. Z. Sakall als Carl, der Oberkellner in Ricks Cafe. Der ungarische Jude floh 1939 aus Deutschland. Seine drei Schwestern kamen später in Konzentrationslagern ums Leben.
- Madeleine Lebeau als Yvonne, Ricks vernachlässigte Geliebte; sowie Marcel Dalio als Emil, Croupier in Ricks Café. Das Ehepaar Lebeau und Dalio verließ Frankreich wegen Dalios jüdischer Herkunft. Die Flucht von Frankreich in die USA verlief Hals über Kopf schon während des Krieges. Dalio war zuvor ein bekannter Darsteller des französischen Films gewesen, der in Hollywood wegen seines Akzentes aber zumeist nur kleinere Rollen angeboten bekam. Seine Familie, die er in Frankreich zurückgelassen hatte, war in den Konzentrationslagern der Nationalsozialisten umgekommen. Dalio reichte noch während der Dreharbeiten die Scheidung gegen Lebeau ein. Als letztes Mitglied der Besetzung starb Lebeau 2016 in Spanien. Lebeaus Tränen als Yvonne, die gerade noch mit einem deutschen Soldaten geschäkert hat, und dann beim Singen der Marseillaise mit Tränen in den Augen: „Vive la France! Vive la democracie!“ ausruft, sollen echt gewesen sein. Hannes Stein befand in diesem Zusammenhang „Casablanca ist das größte Geschenk, das der Antifaschismus dem Kino je gemacht hat“.[20]
- Curt Bois als der Taschendieb. Bereits als Kind war der jüdische Bois ein erfolgreicher Schauspieler gewesen. Nach seiner Flucht vor dem Hitler-Regime musste er sich in den 1930er und 1940er Jahren mit zumeist kleineren Rollen in Hollywood durchschlagen. Er kehrte später nach Deutschland zurück.
- Helmut Dantine als der Bulgare Jan Brandel, der versucht für seine Frau (gespielt von Joy Page) und sich am Roulettetisch Geld für Visa zu erspielen. Dantine war der Sohn jüdischer Eltern, der sich einer Anti-Nazi-Bewegung anschloss und für drei Monate in einem Internierungslager inhaftiert wurde. Kurz darauf emigrierte er in die Vereinigten Staaten zu einem Bekannten seiner Eltern. Sie selber kamen während der Nazi-Herrschaft im Konzentrationslager um. 1943 nahm er die US-amerikanische Staatsbürgerschaft an und wurde auch zur Armee eingezogen.
- Lutz Altschul als ein Flüchtling in Ricks Café. Kurz nach dem Anschluss Österreichs flüchtete der jüdische Schauspieler in die USA und änderte seinen Namen in Louis V. Arco um.
- Trude Berliner als eine Baccara-Spielerin in Ricks Cafe. Sie emigrierte 1933 über Prag, Wien und Paris in die Niederlande. Dort traf sie auf den ebenfalls emigrierten Rudolf Nelson und spielte an dessen Theater. Als 1940 die Wehrmacht einmarschierte, flüchtete sie über Lissabon in die USA. Sie trat hier unter anderem in einem Kabarett in New York auf und erhielt wenige kleine Rollen in Filmen.
- Lotte Palfi-Andor als die Frau in Ricks Cafe, die ihre Diamanten verkaufen muss. Die aus einer bürgerlichen jüdischen Familie stammende Lotte Mosbacher war als aufstrebende Bühnendarstellerin unter anderem in Darmstadt tätig. Sie floh 1934 zusammen mit ihrem ersten Ehemann, dem Filmeditor Viktor Palfi, über Frankreich und Spanien in die Vereinigten Staaten. Das Ehepaar trennte sich später. Ihre Mutter Betty, geborene Katzenstein, starb 1942 im Ghetto Litzmannstadt. In den Vereinigten Staaten fand Palfi-Andor zunächst keine Arbeit und musste sich zeitweise als Köchin und Butler über Wasser halten. Ihr Hollywood-Debüt hatte sie 1939. Sie heiratete 1943 Wolfgang Zilzer, der ebenfalls in Casablanca mitspielte.
- Wolfgang Zilzer als der Mann mit den abgelaufenen Papieren, der in der Anfangsszene des Films erschossen wird. 1937 verließ er Deutschland endgültig und da er in den Vereinigten Staaten geboren war, befand er sich automatisch im Besitz der dortigen Staatsbürgerschaft. Für Auftritte in Anti-Nazi-Filmen wählte Zilzer zunächst das Pseudonym John Voight (auch Voigt), um seinen noch in Berlin lebenden Vater nicht zu gefährden. Dennoch wurde sein Vater Max Zilzer, ebenfalls Schauspieler, zu Beginn des Zweiten Weltkriegs bei einem Gestapo-Verhör mit Fotos seines Sohnes aus dem Anti-Nazi-Film Ich war ein Spion der Nazis konfrontiert. Wolfgang Zilzer heiratete 1943 Lotte Andor, die auch in dem Film mitspielte.

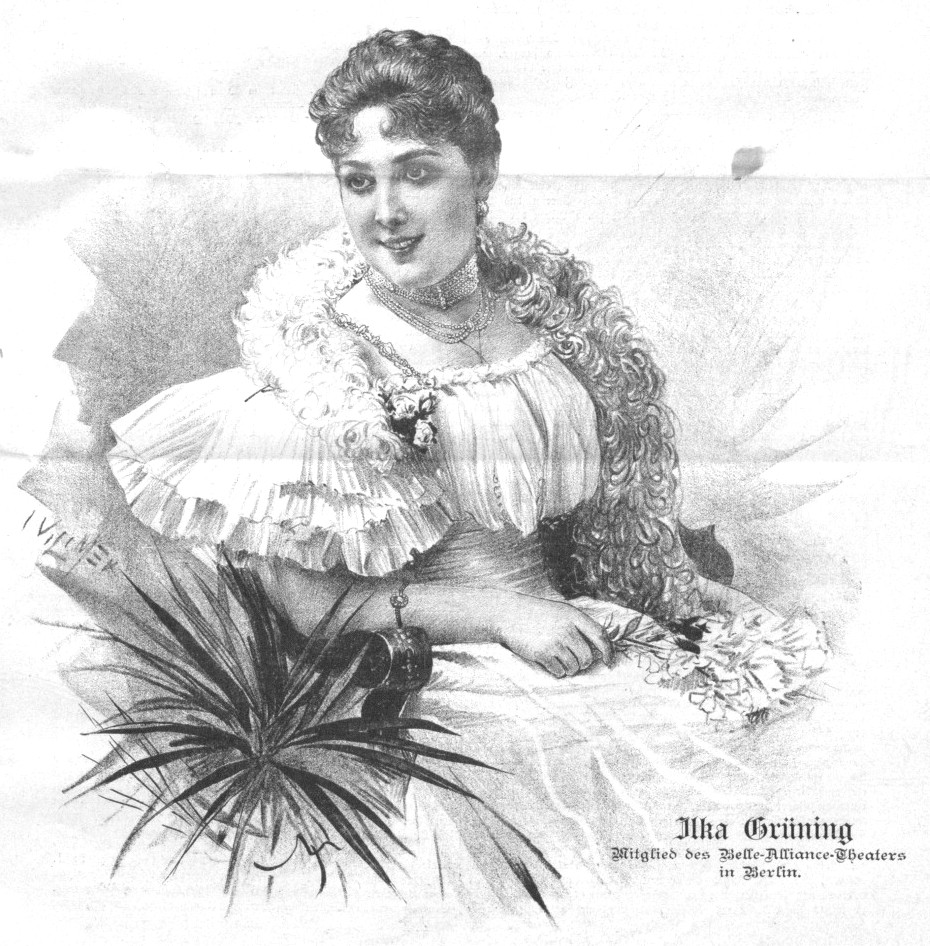
Ilka Grüning im Jahr 1898

- Ilka Grüning als Frau Leuchtag, ein Flüchtling in Ricks Café. Die Jüdin galt in Deutschland als bedeutende Theater- und Filmdarstellerin, die zeitweise ihre eigene Schauspielschule leitete. Sie flüchtete aus Deutschland im Jahr 1938 in Richtung Frankreich und emigrierte Anfang Februar 1939 in die USA. Dort musste sie sich jedoch mit kleinen Filmrollen begnügen.
- Ludwig Stössel als Herr Leuchtag, der Ehemann von Frau Leuchtag. Nach der Machtergreifung der Nationalsozialisten 1933 ging der jüdische Schauspieler nach Wien und arbeitete dort am Raimund-Theater. Nach dem Anschluss Österreichs emigrierte er mit seiner Frau Lore Birn über Paris nach London, wo er in zwei britischen Filmproduktionen mitwirkte. 1939 gelangte er in die USA und erhielt dort 1940 seine erste Filmrolle.
- Richard Révy als Strassers Begleiter, Hauptmann Heinze. Er war ein österreichischer Jude.
- Hans Heinrich von Twardowski als der deutsche Offizier, der mit Yvonne Ricks Café besucht. Der homosexuelle Schauspieler verließ Deutschland bereits 1930.

### Dreharbeiten
Die Dreharbeiten zu Casablanca (Produktionsnummer 410) begannen am 25. Mai 1942. Zu diesem Zeitpunkt war das Drehbuch immer noch nicht fertig; Michael Curtiz arbeitete so schnell, dass er die Autoren bald eingeholt hatte.
Die Szenen in Paris waren die ersten, die gedreht wurden. Die meisten Aufnahmen fanden im Studio statt. Ricks Café war dem Hotel El Minzah in Tanger nachempfunden und entstand zu einem Preis von 9200 Dollar. Viele der Kulissen, etwa der Pariser Bahnhof, stammten aus alten Warner-Bros.-Produktionen, darunter The Desert Song von 1929.
Da sich die Vereinigten Staaten im Krieg befanden, waren Dreharbeiten am Flughafen nach Einbruch der Dunkelheit verboten, und das Rollfeld musste im Studio nachgebaut werden. Die Sprechsequenzen in der letzten Szene wurden daher im Studio vor verkleinerten Balsaholz-Modellen des Flugzeugs gedreht. Um diesen Umstand zu verbergen, wurde der Hintergrund in Kunstnebel gehüllt, während die Mechaniker von kleinwüchsigen Komparsen dargestellt wurden. Die Motor-Startsequenz und die Abhebe-Flugsequenz wurden aufgrund einer Absprache mit der 4. Abfangstaffel der US-Luftwaffe jedoch in einer Nacht mit einer echten Lockheed Modell 12 auf dem damaligen Stadtflughafen von Los Angeles (heute Van Nuys Airport) abgedreht. Die Szene mit Major Strassers Ankunft am Flughafen entstand ebenfalls am Van Nuys Airport.
Um den Größenunterschied zwischen Ingrid Bergman und dem fünf Zentimeter kleineren Humphrey Bogart auszugleichen, stellte der Regisseur in vielen Szenen Bogart auf eine Kiste oder setzte ihn in Sitzszenen auf Kissen.
Dooley Wilson, der Sam spielte, war ein ausgebildeter Schlagzeuger und Sänger. Er musste für seine Rolle extra Klavierspielen erlernen; Lieder wurden von ihm original gesungen.
Einige der bekanntesten Dialoge des Films entstanden erst während der Dreharbeiten. Die Zeile „Here’s looking at you, kid“ (in der deutschen Synchronfassung „Ich seh dir in die Augen, Kleines“), ein Trinkspruch, wurde von Humphrey Bogart improvisiert (im Drehbuch stand: „Here’s good luck to you“). Er hatte diesen Satz bereits acht Jahre zuvor in Midnight gesagt. Michael Curtiz gefiel der Spruch so gut, dass er ihn öfter benutzte. Die letzte Zeile des Films „Louis, I think this is the beginning of a beautiful friendship“ wurde auf Anregung des Produzenten Hal B. Wallis nachträglich eingefügt. Bogart nahm sie nach Abschluss der Dreharbeiten in einem Tonstudio auf. „Louis, I begin to see a reason for your sudden attack of patriotism. While you defend your country you also protect your investment“, „If you ever die a hero’s death, Heaven protect the angels“ und „Louis, I might have known you’d mix your patriotism with a little larceny“ waren Alternativvorschläge, die nicht verwendet wurden.
Die Dreharbeiten wurden am 3. August 1942 abgeschlossen. Die Premiere fand am 26. November 1942 im Hollywood-Theater von Warner in New York statt.

### Filmbudget und Einspielergebnis
Das Drehbuch wuchs mit den Dreharbeiten. Die Kosten betrugen 950.000 US-Dollar. Bergman wurde von den MGM-Studios ausgeliehen, um Kosten für Stars zu sparen, die teurer gewesen wären.
Im Film spielten eine ganze Reihe von Emigranten mit, die zum Teil Statistenrollen übernahmen. Die Rollen der Emigranten, seien es Statisten oder Schauspieler, standen oft vollkommen konträr zum eigenen Schicksal, so etwa auch bei Conrad Veidt in der Rolle des deutschen Majors Strasser.
Die Einspielergebnisse sollen 3,5 oder vier Millionen US-Dollar schon bei der Erstverwertung gebracht haben. Es folgten Radiozweitverwertungen und mehrere Wiederauflagen.

## Rezeption

### In den Vereinigten Staaten
Warner bewarb Casablanca als „den größten und zeitgemäßesten Film, der je zu sehen war“. Man könne schon an der Besetzung erkennen, wie wichtig er sei. Am 22. September 1942 fanden in Huntington Park und Pasadena, Kalifornien, zwei Testvorführungen statt. Die Publikumsreaktionen waren durchweg positiv. Der Film feierte seine Premiere am 26. November 1942 im New Yorker Hollywood Theatre. Nur wenige Tage zuvor war die Stadt Casablanca durch alliierte Streitkräfte befreit worden.
Am 14. Januar 1943 kamen der britische Premierminister Winston Churchill und der US-Präsident Franklin D. Roosevelt in Casablanca zu einer Konferenz zusammen, in der sie die weitere Kriegsführung festlegten. Diesen werbewirksamen Umstand nutzte Warner Bros. zu Vermarktungszwecken. Am 23. Januar 1943 kam Casablanca landesweit in die Kinos.
Der Film war ein kommerzieller Erfolg und spielte alleine in den Vereinigten Staaten 3,7 Millionen Dollar ein. Damit war er jedoch nur die siebterfolgreichste Produktion des Jahres 1943. Von der Kritik wurde Casablanca überwiegend positiv aufgenommen. Das Fachblatt Variety bezeichnete ihn als großartige Propaganda gegen die Achsenmächte, wohingegen der New Yorker den Film nur „ganz passabel“ fand. In einer Umfrage unter 439 Filmkritikern, die das Magazin Film Daily Ende 1943 durchführte, belegte Casablanca den fünften Rang der besten Filme des Jahres.
Der Song As Time Goes By, der bereits 1931 komponiert worden war, erlangte durch Casablanca nachträgliche Berühmtheit und hielt sich 21 Wochen in der Hitparade. Bei der Oscar-Verleihung 1943 wurde der Film mit drei Academy Awards ausgezeichnet.
Bis heute ist die Popularität Casablancas ungebrochen. In den Vereinigten Staaten wird der Film so häufig im Fernsehen ausgestrahlt wie kein anderer. Während der 1950er Jahre begann das Brattle Theater in Cambridge (USA), in der Abschlusswoche der Examen an der Harvard-Universität eine Casablanca-Vorführung zu veranstalten. Diese Tradition wird bis zum heutigen Tage fortgesetzt und wurde auch von anderen Universitäten aufgenommen. Casablanca gilt zudem als einer der Filme, über die am meisten publiziert worden ist und mit dem sich auch nach über 60 Jahren weiterhin eine Vielzahl von neuen Publikationen beschäftigen.
Howard Koch versuchte den Erfolg damit zu erklären, dass das Publikum den Film gebraucht habe. Da ging es um Werte, für die es sich lohnt, Opfer zu bringen. Und diese Botschaft wurde auf sehr unterhaltsame Weise vermittelt. Murray Burnett, der Autor der Theatervorlage, bezeichnete Casablanca als „true yesterday, true today, true tomorrow“.

### In der Bundesrepublik, deutsche Synchronisation
Als Casablanca am 29. August 1952 in die deutschen Kinos kam, enthielt der Film kaum noch Hinweise auf den Zweiten Weltkrieg. Alle Szenen mit Major Strasser und anderen Nazis waren herausgeschnitten worden. Auch die Szene, als die Deutschen Die Wacht am Rhein anstimmen und von französischen Patrioten mit der Marseillaise niedergesungen werden, fehlte. Victor László wurde zu Victor Larsen, einem norwegischen Atomphysiker, der die rätselhaften Delta-Strahlen entdeckt hat und aus dem Gefängnis geflohen war, nachdem er die von ihm selbst entwickelte zerstörerische Waffe eigenmächtig vernichtet hatte. Capitaine Renault wurde in Monsieur Laporte umbenannt und war nun ein Mitglied der Interpol.
Casablanca war in dieser um 25 Minuten gekürzten Version eher eine harmlose Romanze als ein Propagandafilm gegen die Nationalsozialisten und das Vichy-Regime. Erst im Oktober 1975 strahlte die ARD die ungekürzte und neu synchronisierte Fassung aus, die bis heute bekannt ist. Wolfgang Schick schrieb das deutsche Dialogbuch und führte Synchronregie. In der DDR wurde diese Fassung erstmals am 6. September 1983 im Fernsehen gezeigt. In die Kinos der DDR kam der Film am 4. Juli 1984.
| Rolle                                 | Darsteller                   | Synchronsprecher (1952) | Synchronsprecher (1975) |
| ------------------------------------- | ---------------------------- | ----------------------- | ----------------------- |
| Richard „Rick“ Blaine                 | Humphrey Bogart              | Paul Klinger            | Joachim Kemmer          |
| Ilsa Lund                             | Ingrid Bergman               | Marianne Kehlau         | Rose-Marie Kirstein     |
| Victor László                         | Paul Henreid                 | Ernst von Klipstein     | Christian Rode          |
| Captain Louis Renault                 | Claude Rains                 | Ernst Fritz Fürbringer  | Claus Biederstaedt      |
| Major Heinrich Strasser               | Conrad Veidt                 | Nicht vorhanden         | Wolfgang Preiss         |
| Signor Ferrari                        | Sydney Greenstreet           | Wolf Martini            | Gerhard Geisler         |
| Sam, Pianist                          | Dooley Wilson                | Gerhard Geisler         | Wolfgang Hess           |
| Carl, Oberkellner                     | S. Z. Sakall                 | Bum Krüger              | Franz Stoß              |
| Bestohlener Engländer                 | Gerald Oliver Smith          | Bum Krüger              | Paul Bürks              |
| Guillermo Ugarte                      | Peter Lorre                  | Walter Bluhm            | Horst Gentzen           |
| Sascha, Barkeeper                     | Leonid Kinskey               | Anton Reimer            | Peter Thom              |
| Taschendieb                           | Curt Bois                    | Anton Reimer            | Gerd Vespermann         |
| Abgewiesener deutscher Bankier        | Gregory Gaye                 | Anton Reimer            | Eberhard Mondry         |
| Arabischer Händler                    | Frank Puglia                 | Anton Reimer            | Donald Arthur           |
| Abdul, Türsteher                      | Dan Seymour                  |                         | Donald Arthur           |
| Yvonne, Ricks Geliebte                | Madeleine Lebeau             |                         | Heidi Treutler          |
| Berger, Untergrundkämpfer             | John Qualen                  |                         | Horst Raspe             |
| Hauptmann Heinze, Strassers Begleiter | Richard Révy                 |                         | Günter Strack           |
| Herr Leuchtag, Flüchtling             | Ludwig Stössel               |                         | Leo Bardischewski       |
| Deutscher Offizier mit Yvonne         | Hans Heinrich von Twardowski |                         | Holger Hagen            |
| Erzähler                              | Lou Marcelle                 |                         | Holger Hagen            |

### Filmhistorische Einordnung
Neben Chaplins Der große Diktator und Ernst Lubitschs Sein oder Nichtsein ist Casablanca einer der im deutschen Sprachraum bekannten Hollywood-Filme, die den Nationalsozialismus zum Thema hatten und Anfang der 1940er in die Kinos kamen. Während Charlie Chaplin und Ernst Lubitsch den komödiantischen Ansatz wählten, zeigt Casablanca die Situation der Flüchtlinge als Thriller.
Quellen wie Norbert F. Pötzl legen nahe, dass Casablanca ein Propagandafilm sei. So ergebe die Antwort Ferraris auf Ricks Weigerung zum Verkauf der Bar mit der Erwähnung von „Isolationismus“ inhaltlich keinen Sinn. Sinn hätte sie hingegen bei Betrachtung der Haltung der USA gegenüber dem Krieg in Europa. Um die Abneigung der Hälfte der Amerikaner gegen Juden zu umgehen, würde die Herkunft der meisten Flüchtlinge nie erwähnt: Das Wort Juden komme im Film nicht vor.
Eine bekannte Szene ist der Gesangskrieg: In der Szene stimmt Major Strasser am Klavier in Ricks Bar Die Wacht am Rhein an. Die Deutschen werden jedoch von allen anderen Gästen in der Bar übertönt, die nach Initiative von László aufstehen und die von Corinna Mura angestimmte und vom Orchester auf Ricks Wink hin unterstützte republikanische Marseillaise singen. Die Deutschen treten ab. Ursprünglich wollte Warner das Horst-Wessel-Lied als deutsches Nazi-Lied singen lassen. Doch die Urheberrechte lagen bei einer deutschen Gesellschaft, und die Produzenten befürchteten darin eine mögliche Handhabe im internationalen Filmverleih.
Auch die Herkunft des Widerstandskämpfers ist Programm – Victor László – ein Tschechoslowake mit ungarischem Namen, der für das unter dem Faschismus und Nationalsozialismus leidende (Mittel-)Europa steht. Zu Beginn erschießt die Polizei einen Flüchtling ohne Papiere vor einem Plakat von Marschall Pétain, am Ende des Films gibt es eine Szene, in der Polizeihauptmann Renault eine Flasche Vichy-Wasser in den Mülleimer wirft. Vichy war der Sitz des mit den Nazis kollaborierenden Vichy-Regimes des Feldmarschalls Pétain, dessen Einfluss auf Nordafrika zu diesem Zeitpunkt vollkommen unklar war.

### Mediale Referenzwirkung
Aufgrund seiner großen Popularität wurden ganze Szenen, einzelne Einstellungen oder Dialogsätze aus Casablanca im Laufe der Zeit in zahlreichen anderen Filmen, Fernsehserien oder Liedern kopiert, zitiert und parodiert. Eine der berühmtesten Parodien ist Eine Nacht in Casablanca von den Marx Brothers (1946). Peter Falk brillierte 1978 in Der Schmalspurschnüffler, einer Bogart-Parodie, die jede wichtige Szene aus Casablanca persifliert. Ebenfalls um Bogart und den Film Casablanca geht es in dem Theaterstück und gleichnamigen Film von Woody Allen Mach’s noch einmal, Sam.

### Filmkritiken
„Das spannende, zuweilen witzige Melodram mit zeitgeschichtlichem Hintergrund besticht weniger durch seine Kolportagehandlung als durch optisches Raffinement, darstellerische Präzision, dramaturgisches Timing und dichte Atmosphäre. Ein Evergreen perfekter Kinounterhaltung.“

„Beklemmend edelmütig ausgetragener Dreieckskonflikt, nicht ohne Spannung so kunstreich kompliziert, dass alle drei am Leben bleiben: Ingrid Bergman, liebend lächelnd, wie nur sie es kann, zuweilen eine Träne vertropfend; Humphrey Bogart als Barbesitzer, ein Amerikaner in Casablanca, zu vielem fähig geworden; Paul Henreid als Leuchte der Naturwissenschaft zur Zeit politischer Flüchtling, Peter Lorre spielt einen Mann, der gemordet hat. In den Hauptrollen der Weltkrieg II und Casablanca, Umsteigequartier für Schiffbrüchige aller Art. Bessere Hollywood-Konfektion.“

„Humphrey Bogart ist so hart, dass er an einem bestimmten Punkt aussieht wie Buster Keaton, der Paul Gauguin spielt.“

„Casablanca ist Symbol für einen Ort, der unabhängig vom konkreten Filmgeschehen und den zeitlichen Umständen existiert, und das macht einen Film zeitlos, der für viele in den Zeiten des Kriegs vielleicht vor allem ein Liebesfilm und ein »antifaschistischer Propagandafilm« war. Er umfasst das Gefühl des Wartens in einer Welt, in der sich der Schrecken, der Horror, die Verzweiflung, der Tod in einer »sozialen Maschinerie« konzentriert hat, die scheinbar unaufhaltsam alles in Trümmer legen wird. Ricks »Café Américain« ist insofern vielleicht eben nicht nur Fluchtpunkt, sondern auch Zeichen einer anderen Welt. Die Figuren in diesem Film – abgesehen von Major Strasser, der nichts als ein Rädchen in der Maschinerie darstellt – sind nicht nur Betrüger, Einzelgänger, Diebe, […] Schwarzmarkthändler. Sie sind – abseits aller Fehler, charakterlicher Mängel usw. – miteinander verbunden – entgegen den skrupellosen Erwartungen ihrer Verfolger.“

„Ein Liebes-, Abenteuer-, Spionage-, Antinazi- und Nostalgiefilm, der den Mythos Bogart begründete: der Kult- und Kitschfilm vom langen Abschied.“

„Gut gespielter Reißer.“

„Es gibt Filme nach berühmteren literarischen Vorlagen, von denen weniger Sprachliches im Gedächtnis bleibt als von dem Film ‚Casablanca‘. Sind doch vier Sätze aus diesem Kinovergnügen zu unsterblicher Literatur geworden, nämlich: ‚Spiel es noch einmal, Sam‘ und ‚Schau mir in die Augen, Kleines‘ und ‚Verhaften Sie die üblichen Verdächtigen‘ und ‚Ich glaube, das ist der Beginn einer wunderbaren Freundschaft‘. Sätze, die irgendwo und irgendwann gebraucht, immer als Zitate aus ‚Casablanca‘ erkannt werden.“

„Ein Meilenstein der Kinogeschichte, der 1943 drei Oscars (bester Film, beste Regie, bestes Drehbuch) gewann. Unvergessen auch die Flughafen-Abschiedsszene mit Bogie und Ingrid Bergman.“

„Eine Legende ist ‚Casablanca‘ ganz gewiß geworden. Kein anderer amerikanischer Film hat seine Popularität so mühelos über die Jahrzehnte gerettet, […] Die Dialoge zwischen den beiden gehören längst zur amerikanischen Folklore, ebenso wie Dooley Wilsons unendlich melancholisches Lied ‚As Time Goes By‘ und der finale Satz des Films: ‚Louis, I think this is the beginning of a beautiful friendship […] Casablanca‘, nach wie vor das wohl eindrucksvollste Beispiel für die verschwundenen Tugenden des klassischen amerikanischen Atelierkinos, traumhaft perfekt inszeniert und gespielt.“

„Auch wenn man den Film Jahr für Jahr immer wieder sieht, so wird er doch niemals zu vertraut. Es ist wie bei dem Lieblingsmusikalbum, je besser man es kennenlernt, desto mehr schätzt man es.“

„Casablanca ist ein Film mit einer Beziehung zum Publikum, die kein anderer Film so erreicht hat. Es ist eine 60-jährige Liebesaffäre, die immer noch so frisch wie beim ersten Aufeinandertreffen ist. Jedes Mal, wenn man sich hinsetzt, um ihn zu schauen, ist es wieder der Beginn einer wunderbaren Freundschaft“

## Auszeichnungen
Casablanca war 1944 für acht Oscars nominiert, darunter in den Kategorien Bester Hauptdarsteller (Humphrey Bogart), Bester Nebendarsteller (Claude Rains), Beste Schwarzweiß-Kamera (Arthur Edeson), Bester Schnitt (Owen Marks) und Beste Filmmusik (Max Steiner). Er wurde als bester Film (Hal B. Wallis), für die beste Regie (Michael Curtiz) und das beste adaptierte Drehbuch (Julius und Philip Epstein, Howard Koch) ausgezeichnet.
Als Hal B. Wallis den Oscar für den besten Film entgegennehmen wollte, kam ihm der Warner-Bros.-Gründer Jack L. Warner zuvor und ging an seiner Stelle auf die Bühne. Der Vorfall machte Schlagzeilen. Wallis war verärgert und verließ Warner Bros. kurze Zeit später.
1998 wählte das American Film Institute Casablanca auf den zweiten, 2007 auf den dritten Platz der besten amerikanischen Filme aller Zeiten. Der Film ist auch auf anderen Bestenlisten des AFI vertreten: Casablanca belegt den 37. Platz der besten Thriller, den ersten Platz der besten Liebesfilme, den vierten Platz der größten Filmhelden (Rick Blaine), den zweiten Platz der besten Filmsongs (As Time Goes By) und den 32. Platz der inspirierendsten Filme.
Auf der Liste der besten Filmzitate ist Casablanca sechsmal vertreten („Ich seh dir in die Augen, Kleines“, Platz 5, „Louis, ich glaube, dies ist der Beginn einer wunderbaren Freundschaft“, Platz 20, „Spiel es, Sam. Spiel ‚As Time Goes By‘“, Platz 28, „Verhaften Sie die üblichen Verdächtigen“, Platz 32, „Uns bleibt immer Paris“, Platz 43, „Von allen Kaschemmen der ganzen Welt kommt sie ausgerechnet in meine“, Platz 68).
1989 wurde Casablanca von der Library of Congress in das National Film Registry aufgenommen.
Die Writers Guild of America (WGA) setzte das Skript von Julius Epstein, Philip Epstein und Howard Koch auf den ersten Platz der Liste der 101 besten Drehbücher.

## Zitate
Viele Zitate aus der deutschen Synchronfassung haben eine große Bekanntheit erlangt, auch unter Menschen, die den Film nicht oder nicht ganz gesehen haben.
- „Spiel’s noch einmal, Sam!“ ist – leicht verfälscht – eines der bekanntesten Zitate der Filmgeschichte.
Im Original lautet die Szene:
Ilsa: Play it once, Sam. For old times’ sake.
Sam: [lying] I don’t know what you mean, Miss Ilsa.
Ilsa: Play it, Sam. Play „As Time Goes By“.
Das Falschzitat stammt aus der Marx-Brothers-Parodie von 1946 Eine Nacht in Casablanca und wurde in der Erinnerung des Publikums irrtümlich mit dem Originalfilm assoziiert. Der Film Play it again, Sam! von Woody Allen aus dem Jahr 1972 spielt ebenfalls darauf an.
Dieses Zitat wurde im originalen Wortlaut (im englischen Original, wie in der deutschen Synchronfassung) auch im James-Bond-Film James Bond 007 – Moonraker – Streng geheim von 1979 verwendet:
James Bond (Roger Moore) spricht diesen Satz mit sarkastischem Unterton, nachdem Drax’ Handlanger Chang (Toshiro Suga) in Venedig nach einem Kampf durch das zersplitterte Buntglasfenster (Uhrenzifferblatt) auf bzw. in den Konzertflügel einer Orchestergruppe mit singendem Tenor gefallen ist.
- „Schau mir in die Augen, Kleines!“ Dieses Zitat stammt aus der – oben erwähnten – ersten Synchronfassung. In der neueren sagt Rick: „Ich seh dir in die Augen, Kleines!“ Im englischen Original sagt er Here’s looking at you, kid zwei Mal in Paris und zwei Mal in Casablanca, zuletzt in der Abschiedsszene auf dem Flughafen. Die deutsche Übersetzung des angelsächsischen Trinkspruchs sorgt seit Jahrzehnten für Diskussionen und ist je nach Sichtweise falsch, schief oder genial.[41] Das Originalzitat aus der Abschiedsszene lautet:
Ilsa: And I said that I would never leave you!
Rick: (taking her by the shoulders): And you never will. But I’ve got a job to do, too. Where I’m going you can’t follow – what I’ve got to do you can be no part of. I’m not good at being noble, Ilsa – but it doesn’t take too much to see that the problems of three little people don’t amount to a hill of beans in this crazy world. Someday you’ll understand that. Not now. Here’s looking at you, kid.
- „Verhaften Sie die üblichen Verdächtigen!“ (Round up the usual suspects) gibt Polizeichef Renault als Anweisung an seine Untergebenen, um Rick zu schützen, der gerade Major Strasser erschossen hat. Der Titel des Films Die üblichen Verdächtigen bezieht sich auf dieses Zitat.
- „Ich glaube, dies ist der Beginn einer wunderbaren Freundschaft.“ (I think this is the beginning of a beautiful friendship, zwei Wochen nach Drehschluss einsynchronisiert) beendet doppeldeutig den Schlussdialog zwischen Rick und Kapitän Renault und wird heute gerne als Ausdruck des plötzlichen Erkennens von gemeinsamen Interessen oder Zielen verwandt, die vorher nicht offenkundig waren. Hier war es doppeldeutig auf die historische Bündnissituation und einen möglichen Nachfolgefilm gemünzt.
- „Uns bleibt immer Paris.“ (We’ll always have Paris.) Auch dieser Satz von Rick an Ilsa ist Teil der Abschiedsszene auf dem Flughafen.
- „Vielleicht nicht heute, vielleicht nicht morgen, aber bald und dann für den Rest deines Lebens.“ (Maybe not today, maybe not tomorrow, but soon and for the rest of your life). Mit diesen Worten warnt Rick Ilsa auf dem Rollfeld eindringlich, dass sie es bereuen wird, wenn sie jetzt nicht zusammen mit László das Land verlässt.
- „Ich bin Trinker.“ Major Strasser erzählt Rick, welche Informationen ihm über ihn vorliegen, und welche noch fehlen:
Major Strasser: What is your nationality?
Rick: I’m a drunkard.
Polizeichef Renault: That makes Rick a citizen of the world.[42]

Als das American Film Institute 2005 eine Liste der Top-100-Filmzitate aus 100 Jahren amerikanischer Filmgeschichte aufstellte, fanden sich mit „Here’s looking at you, kid“ (Platz 5), „Louis, I think this is the beginning of a beautiful friendship“ (20), „Play it, Sam. Play ‚As Time Goes By‘“ (28), „Round up the usual suspects“ (32), „We’ll always have Paris“ (43) und „Of all the gin joints in all the towns in all the world, she walks into mine“ (67) gleich sechs Casablanca-Zitate auf der Liste – mehr als aus jedem anderen Film (danach kommen mit je drei Zitaten Vom Winde verweht und Der Zauberer von Oz).

## Trivia
- Vorbild für die Person des Viktor László war der tschechische Widerstandskämpfer Jan Smudek, der sich auf seiner Flucht vor den Faschisten unter dem Namen Charles Legrand in Casablanca aufhielt.[44]
- Die französisch-belgische Pop-Sängerin Sonia Dronier nennt sich in Anlehnung an den Widerstandskämpfer aus dem Film Viktor Lazlo.
- Seit 2004 existiert in der Stadt Casablanca eine reale Nachbildung von „Rick’s Café“ als Touristenattraktion.

## Fortsetzungen und andere Versionen
Bereits kurz nach der Veröffentlichung von Casablanca begann man bei Warner Bros., über eine Fortsetzung nachzudenken. Ein geplanter zweiter Teil mit dem Titel Brazzaville (in Bezug auf die französisch-kongolesische Stadt, die in der letzten Szene erwähnt wird) wurde aber nie gedreht.
Am 26. April 1943 sendete eine amerikanische Rundfunkstation ein Hörspiel, in dem Bogart, Bergman und Henreid ihre Rollen ein weiteres Mal übernahmen. Im Januar 1944 wurde eine zweite Radioadaption des Films ausgestrahlt, diesmal mit Alan Ladd, Hedy Lamarr und John Loder in den Hauptrollen.
Die Pläne des Drehbuchautors Julius Epstein, ein Casablanca-Musical zu produzieren, wurden nicht in die Tat umgesetzt. Das Theaterstück Everybody Comes to Rick’s, das dem Film als Vorlage gedient hatte, feierte seine Premiere 1946 in Newport. Im April 1991 wurde es in London erneut auf die Bühne gebracht, aber nach nur einem Monat wieder abgesetzt.
Im Jahr 1955 produzierten Warner Bros. und der Sender ABC eine Fernsehserie, die auf Casablanca basierte und die Vorgeschichte des Films behandelte. Charles McGraw übernahm die Rolle des Rick, Marcel Dalio, der auch im Original mitgewirkt hatte, spielte Captain Renault. 1983 lief auf NBC eine weitere kurzlebige Serie mit David Soul als Rick, Hector Elizondo als Renault und Scatman Crothers als Sam. Sie war zeitlich ebenfalls vor dem Film angesiedelt.
Der französische Regisseur François Truffaut erhielt 1974 das Angebot, eine Neuverfilmung zu drehen, was er jedoch ablehnte.
David Thomson, britischer Filmkritiker, veröffentlichte 1985 den Roman Suspects. 1998 erschien As Time Goes By von Michael Walsh. Beide Bücher stellen eine literarische Fortsetzung der Geschichte von Casablanca dar. In den 1980er Jahren entstand eine kolorierte Version des Films, die erstmals 1988 im australischen Fernsehen gezeigt wurde. Der Brasilianer Joao Luiz Albuquerque fertigte 1987 eine neue Schnittfassung des Originals an, in der sich Ilsa am Ende für Rick entscheidet. Diese Version wurde beim Rio Film Festival gezeigt.
Zwischen den verschiedensprachigen Fassungen des Films existieren teilweise gravierende Unterschiede: In der spanischen Version, die während der Franco-Ära entstand, wurden alle Hinweise auf Ricks Einsatz für die Sozialisten im Spanischen Bürgerkrieg herausgeschnitten. Im Original erwähnt Renault in einer Szene, Rick habe in den 1930er Jahren Waffen nach Äthiopien geschmuggelt (eine Anspielung auf den Italienisch-Äthiopischen Krieg von 1935). In der italienischen Übersetzung ist an dieser Stelle von China die Rede. Die größten Eingriffe nahm man jedoch in Deutschland vor (siehe Die Rezeption des Films in der Bundesrepublik).
Ferner gibt es auch eine Comic-Adaption von Giorgio Cavazzano mit Micky Maus, Minni Maus, Goofy, Kater Karlo, Kommissar Hunter und anderen bekannten Figuren in den Hauptrollen. 1987 entstanden, wurde sie in Deutschland erst 2007 im Rahmen der LTB-Edition 40 JAHRE LTB unter dem Titel Cusubluncu veröffentlicht.
Der 6. Teil der 2. Staffel der Serie Mini-Max ist eine deutliche Parodie des Films. Unter anderem sagt Agent 86 zu einem Klavierspieler in Casablanca: „Spiel das doch noch mal, Sam!“ Dieser antwortet jedoch: „Ich heiße nicht Sam!“
Im Rahmen der Bugs-Bunny-Zeichentrickfilme entstand 1995 die Folge Carrotblanca mit den Looney-Tunes-Figuren Bugs Bunny (Rick), Penelope Pussycat (Ilsa), Sylvester (Victor László), Yosemite Sam (Major Strasser), Tweety (Ugarte) und Daffy Duck (Sam).